# Fonds bleu pour le Bassin du Congo
Le Fonds bleu pour le Bassin du Congo est un fonds international de développement qui vise à permettre aux États de la sous-région du Bassin du Congo de passer d’une économie liée à l’exploitation des forêts à une économie s’appuyant davantage sur les ressources issues de la gestion des eaux, et notamment de celle des fleuves. L'accord portant création de ce fonds a été signé par douze pays de cette sous-région le 9 mars 2017 à Oyo en république du Congo.

## Objectifs
Le bassin du Congo constitue le second réservoir de carbone au monde après celui du Bassin d’Amazonie, et la préservation des forêts de cette région représente un enjeu primordial pour la réduction des effets du réchauffement climatique.
L’initiative du Fonds bleu pour le Bassin du Congo répond à de nombreuses exigences dont deux majeures pour cette sous-région d’Afrique : « préserver les forêts de cette zone du continent, deuxième réservoir de carbone du monde après celui du Bassin d'Amazonie, tout en garantissant un développement économique permettant aux populations de la région d'améliorer leur qualité de vie ».
Le Fonds participera notamment à l’amélioration des voies de navigation et de transport et appuiera l’installation de projets hydroélectriques. Il permettra par ailleurs le développement de la pêche et de la pisciculture et renforcera l’irrigation en vue d’accroitre la productivité sur les terres arables dans les savanes.
Il s’inscrira ainsi dans le programme de « l’Economie bleue », défini par la Commission Economique pour l’Afrique en vue de garantir des solutions durables tant au niveau économique qu’environnemental.
La liste des pays signataires de l'accord de création du fonds, représentés lors de la conférence internationale d’Oyo (république du Congo) du 6 au 9 mars 2017, est la suivante :
- La république d’Angola ;
- La république du Burundi ;
- La république du Cameroun ;
- La République centrafricaine ;
- La république du Congo ;
- La république démocratique du Congo ;
- La République gabonaise ;
- La république de Guinée équatoriale ;
- La république du Rwanda ;
- La république du Tchad ;
- La république unie de Tanzanie ;
- La république de Zambie

Le fonds de départ doit être constitué de contributions des États signataires de la création et de contributions de partenaires accompagnant la mise en place du fonds (gouvernements, sociétés commerciales, fondations). Il s'appuiera également sur les crédits alloués à la lutte contre le réchauffement climatique et à la préservation de l’environnement, à l’instar du Fonds vert pour le climat.

## Historique
Initialement annoncée en marge de la COP 22 à Marrakech par le président de la république du Congo, Denis Sassou N’Guesso, le 16 novembre 2016, cette initiative a connu sa première étape de formalisation à l’occasion d’un sommet international à Oyo (république du Congo) le 9 mars 2017. Ce sommet avait pour vocation d'obtenir la signature d’un mémorandum d’accord portant sur la création dudit fonds par les représentants des douze pays concernés. Cet accord engage les pays signataires à mobiliser des ressources humaines et financières dédiées à la mise en œuvre des politiques et stratégies au service de l’Economie bleue pour les pays du Bassin du Congo.
Le projet de Fonds Bleu pour le Bassin du Congo fait partie des engagements pris par les chefs d’États participant au premier Sommet africain de l’action en faveur d’une co-émergence continentale. L’initiative a originellement été lancée par la Fondation Brazzaville avec le soutien du Strategic Foresight Group.